# Baie Accessible
La baie Accessible est une baie de la Grande Terre des îles Kerguelen, dans les Terres australes et antarctiques françaises. Formée par la côte nord de la péninsule Courbet, elle forme le golfe des Baleiniers avec la baie du Hillsborough, à l'ouest-sud-ouest. Elle n'abrite aucune île importante, à l'inverse de sa voisine.
Elle donne accès à deux anses marines au sud : la baie des Cascades, du côté ouest et incluant la petite île Swire, et l'anse Betsy, du côté est et séparée de la première par une presqu'île.

## Histoire
Lors de son voyage aux Kerguelen en 1952, Edgar Aubert de la Rüe s'y rend plusieurs fois. Il la décrit alors ainsi : « Trois fois déjà, dans le courant de l'année, je me suis rendu à la baie Accessible, sur la côte opposée de la péninsule, une baie qui n'est pas sans beauté, avec des dentelures très abritées, mais qu'entourent les terrains les plus rocailleux et stériles que l'on puisse trouver dans tout l'Est de la grande terre. »